# Ахрієв Чах Ельмурзійович
Ахрієв Чах Ельмурзійович (10 травня 1850, Фуртоуг, Терська область — 29 квітня 1914, Владикавказ) — російський учений, перший інгуський етнограф, краєзнавець і юрист.

## Біографія
Народився 10 травня 1850 в аулі Фуртоуг Терської області в сім'ї старости Джейрахського товариства Ельмурзи Ахрієва. Мати з прізвища Хаматханових. За національністю — інгуш.
У 1850—1860 роках у регіоні завершувався останній період Кавказької війни — освоєння Російською імперією Кавказу. Під час однієї з військових операцій з «упокорення» окремих вогнищ опору 7-річний Чах Ахрієв, серед інших хлопчаків, був захоплений загоном російських військ і опинився в аманатах (гірці-заручники, які своїм перебуванням серед росіян гарантували вірність Росії з боку своїх товариств, селищ або прізвищ). Було приведено до Владикавказької фортеці, де було віддано у військову кантоністську школу (1857—1862). Завдяки сприянню свого дядька Темурко Ахрієва, офіцера російської армії, його становище у Владикавказі було дещо кращим за інших дітей-заручників, він користувався повагою російської влади і мав більшу свободу. Усиновлений сім'єю російського полковника, який не мав своїх дітей.
У 1862—1868 роках Чах навчався у Ставропольській гімназії, у стінах якої розпочинала свій творчий та науковий шлях значна частина гірської інтелігенції. Її закінчили багато вихідців із Кавказу, зокрема, з інгушів — З. Ахрієв, А. Базоркін, А-Г. Долгієв, І. Бекбузаров, П. Дахкільгов, К.Мальсагов та інші. У 1860-70-х роках у Російській імперії заохочувалося історико-етнографічне вивчення Північного Кавказу та кавказознавство, відкривалися філії всеросійських наукових товариств. У ці роки стали видаватися фундаментальні дослідження вчених: А. П. Берже, П. Г. Буткова, Н. Ф. Дубровіна, Д. Я. Лаврова та інших. Чах Ахрієв поринув у світ російської культури і опинився серед передових людей свого часу.
Після закінчення гімназії внаслідок хвороби провів два роки на батьківщині (1868—1870 роки). У цей час займався збором фольклорного та етнографічного матеріалів, які започаткували його літературну діяльність. Публікувався в 1871-1873 роках в «Збірнику відомостей про кавказьких горян» (Тіфліс) та газеті «Терські відомості» (Владикавказ). Йому вдалося відвідати різні райони Терської області, зокрема, Асинську ущелину та Назранівський район. У його роботах, переважно етнографічного характеру, представлені свідчення старійшин гірських сіл Інгушетії, які не лише особисто були свідками подій та обрядів інгушської культури XVIII століття, а й пам'ятали розповіді про життя своїх предків у XVII столітті. За їхніми словами були описані спосіб життя, міфи, легенди, обряди, стародавні релігійні культи, звичайне право, ритуали, свята та етногенетичні перекази інгушського народу. Крім того, Чах Ахрієв першим описав елементи нартського епосу інгушів, наприклад, їм встановлено, що ще в XIX столітті як похвала інгуші говорили: «Наьрт мосанна ва з» («Він як нарт!»).

## Роботи
- Похорон та поминки у горян. // «Збірник відомостей про кавказьких горян», Тифліс, 1870, вип. II, стор. 28-32.
- Декілька слів про героїв в інгушських оповідях. // «Збірник відомостей про кавказьких горян», Тифліс, 1870, вип. IV, від. II, стор. 1-33.
- З чеченських сказань // «Збірник відомостей про кавказьких горян», Тифліс, 1871, вип. V, від. II, § 2, стор 38-46.Інгуські свята //
- «Збірник відомостей про кавказьких горян», Тифліс, 1871, вип. V, від. III, § 2, стор. 1-16.
- Про інгуські каші (прізвищні склеп знатних пологів). // «Терські відомості». 1871 № 17.
- Присяга у інгушів. // «Терські відомості», 1871 № 20. Моральне значення присяги в інгушів. // «Терські відомості», 1871 № 21.
- Про характер інгушів. // «Терські відомості», 1871 № 30.
- Про інгуських жінок. // «Терські відомості», 1871 № 31.
- Етнографічний нарис інгушського народу з додатком його казок та переказів. // «Терські відомості», 1872 № 27-35, 39, 42, 43, 45-49; 1873 № 3, 21, 22, 24-26.
- Інгуші. Їх перекази, вірування та повір'я. // «Збірник відомостей про кавказьких горян», 1875, вип. VIII, від. I, стор. 1-40.
- Нотатки про інгуші («Про характер інгушів», «Присяга у інгушів», «Про інгушські жінки», «Інгуські каші»). // «Збірник відомостей про Терську область», Владикавказ, 1878, вип. 1, стор 276—290.

## Сім'я
Чах Ахрієв був одружений, мав п'ятеро дітей — трьох синів та двох дочок. Дружина — Айша Базоркіна, дочка Мочхо Базоркіна, офіцера поліції. Сини та дочки:
- Рашид-Бек (1895-1942) — перший льотчик із народів Північного Кавказу, перший льотчик Таджикистану. Загинув під Ленінградом у роки Великої Вітчизняної війни
- Руслан — працював у міліції, загинув у 1926 році
- Тамара — одна з перших інгушок-горянок здобула освіту, працювала вчителькою
- Ніна

## Пам'ять
На честь Чаха Ахрієва названо Інгуський науково-дослідний інститут гуманітарних наук. У 2005 році «за визначні заслуги в галузі етнографії та багаторічну наукову діяльність» Ч. Е. Ахрієв був посмертно нагороджений орденом «За заслуги».

## Оцінки та думки
Професор Північно-Осетинського державного педагогічного інституту Л. П. Семенов: Роботи Чаха Ахрієва носять етнографічний характер та різноманітні за темами. Автор цікавиться як узагальнюючими (характер інгушського епосу, походження інгушів), так і спеціальними (присяга інгушів, інгушські каші). Він приділяє увагу і далекому минулому свого краю, і справжньому. Всі його уповільнення та статті дуже змістовні, виявляють прекрасне знайомство автора з духом країни, з особливостями її своєрідного побуту та стародавньою культурою.
Вчений та юрист М. А. Яндієв: Зрозуміло, припинення наукової діяльності Ч. Е. Ахрієва, як і багато іншого, пов'язане з політичним режимом Росії, авторитарну природу якого не змогли змінити навіть відомі події 1917 р. Той, хто знайомий з матеріалом, який був у розпорядженні у дослідника політичних сторін життя інгушського народу наприкінці ХІХ ст. і може припустити, які висновки в галузі політичної думки могли бути зроблені на основі цього матеріалу, той зрозуміє причину, чому Чах Ахрієв так рано замовк.